# Reinhold Klaus

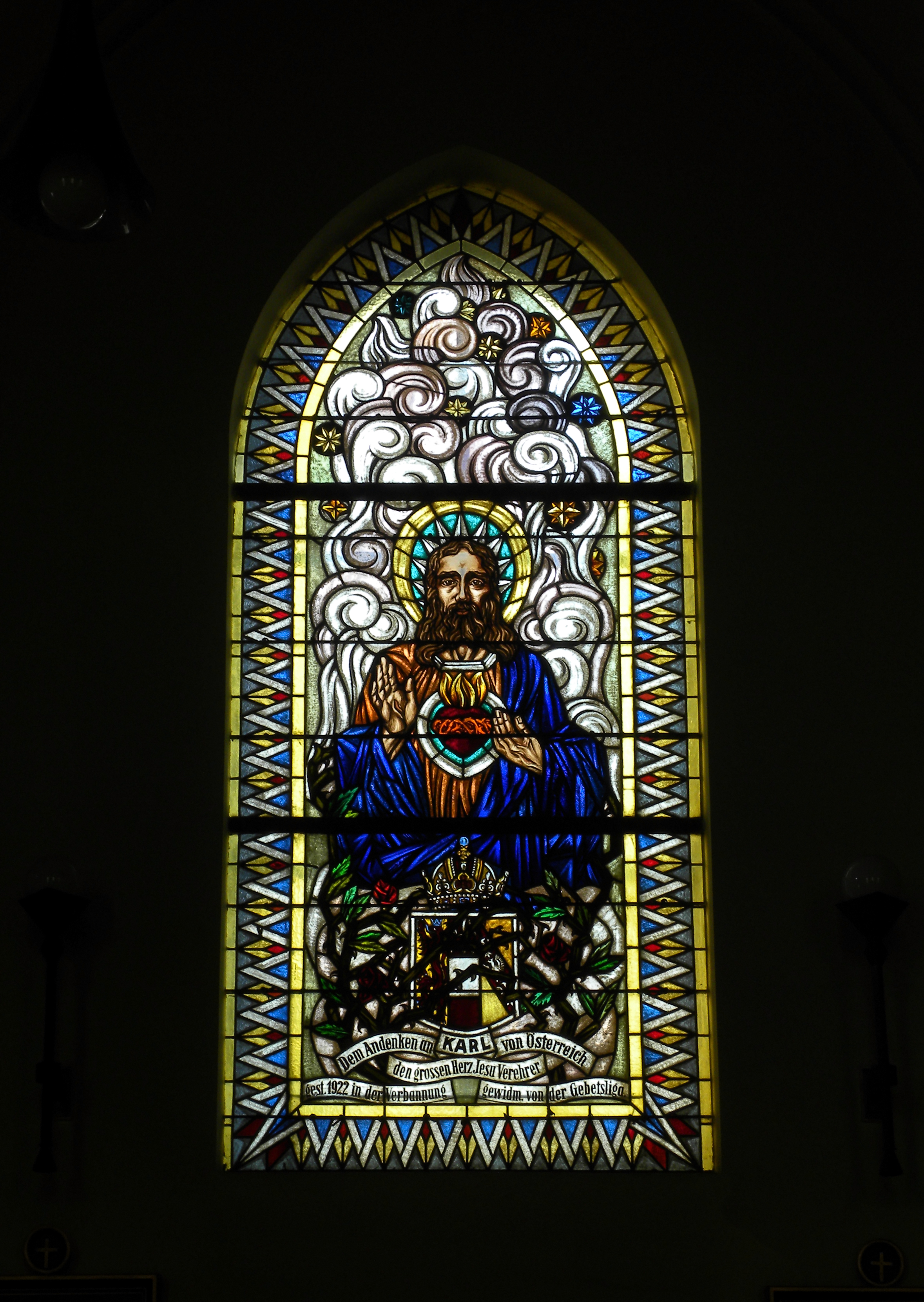
Buntglasfenster in der Pfarrkirche Starchant in Wien-Ottakring

Reinhold Klaus (* 17. Mai 1881 in Warnsdorf, Böhmen; † 4. November 1963 in Waidhofen an der Ybbs, Niederösterreich) war ein österreichischer Maler, Grafiker und Buntglasmaler.

## Leben
Reinhold Klaus entstammte einer deutschböhmischen Familie, sein Vater war Weber. In Warnsdorf besuchte er die Volks-, Bürger- und Webschule. Dann erhielt er ein Staatsstipendium zum vierjährigen Besuche der Kunstgewerbeschule in Wien und erhielt dort ein Staatsstipendium und machte eine Italienreise. Nach dem Studium an der Akademie der bildenden Künste Wien wurde Klaus als Entwurfszeichner für Glasmalerei und Mosaik in Wien tätig.
Klaus heiratete in die Glasmalerfamilie Geyling ein und wurde künstlerischer Leiter der Firma. Sein Sohn, Wolfgang H. Klaus wurde 1947 Geschäftsführer und 1956 Alleininhaber der Firma.
Reinhold Klaus wurde 1923 Professor an der Wiener Kunstgewerbeschule. Er schuf zahlreiche Kirchenfenster (meistens außerhalb Wiens), wie auch Holzschnitte, Gobelins, Ölgemälde und Wandmalereien. Im Dritten Reich arbeitete er auch für das NS-Regime. So malte er für den Rathaussaal von Waidhofen an der Ybbs ein Gemälde, worauf das „schaffende und das feiernde Waidhofen“ dargestellt ist. Die Sowjetische Besatzungsmacht ließ alle nationalsozialistischen Symbole auf dem Werk übermalen.

## Anerkennungen
- 1928 Preis der Stadt Wien für Bildende Kunst (1928)[1]
- Jahr Goldenes Lorbeer des Künstlerhauses